# Pé de Zumbi

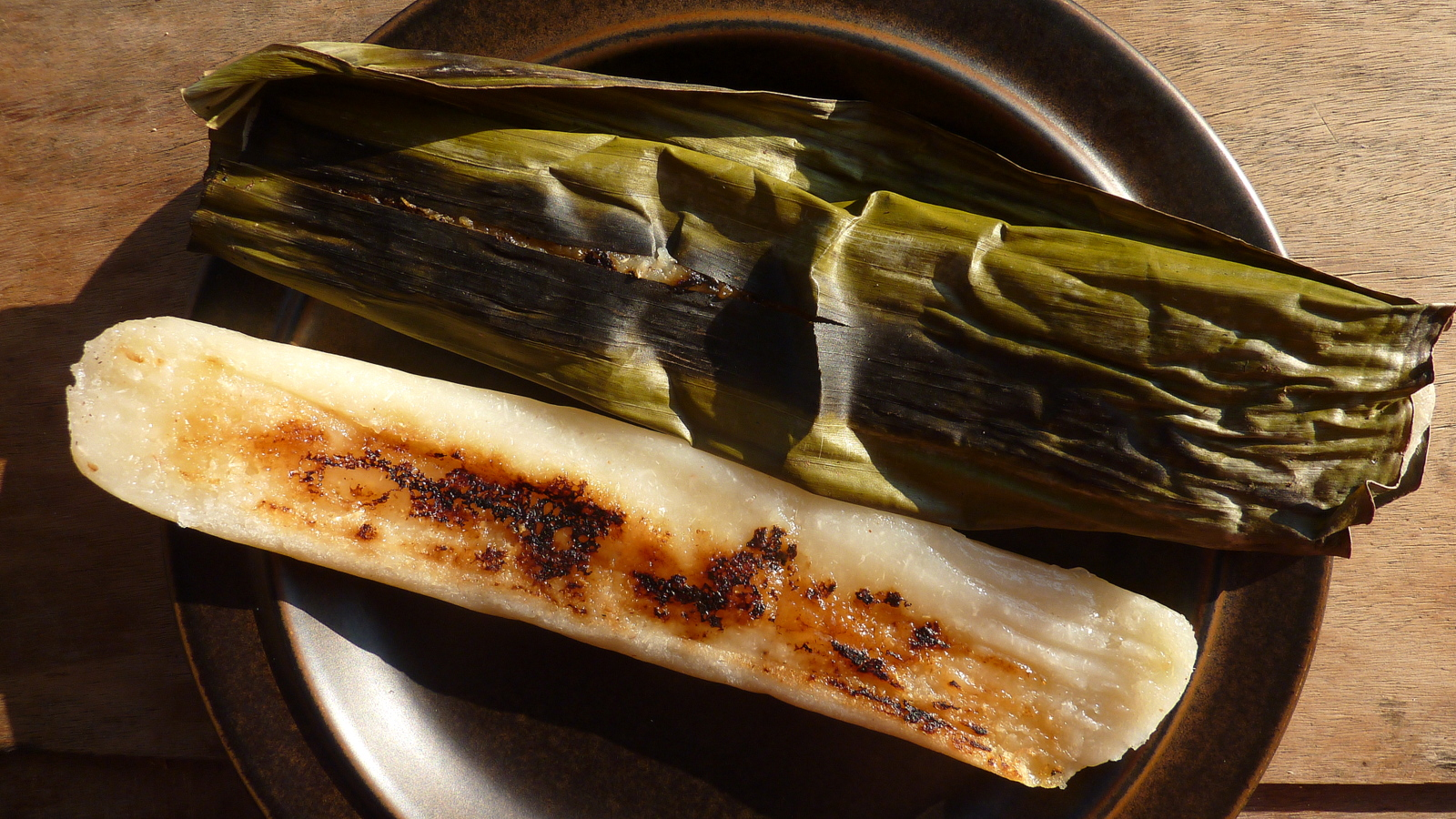
O doce

Pé de Zumbi, pé de moleque, ou manuê (em Pernambuco) é um doce brasileiro típico de algumas regiões do Nordeste, e muito consumido nas festas juninas. É feito a partir da mistura da massa fermentada de mandioca (puba), coco ralado e açúcar; condimentado com cravo (podendo levar especiarias como erva doce e gengibre); e assado no forno envolto em folhas de bananeira, o que lhe dá um sabor característico, bem aromatizado; bem como um aspecto firme e esbranquiçado.